# Tiergartenbahn Nürnberg
| |                                    |                                                     |                                                     |
| |                                    |                                                     |                                                     |
| Streckenlänge: | 1,1 km                             |                                                     |                                                     |
| Spurweite: | bis 1958: 500 mm seit 1964: 600 mm |                                                     |                                                     |
| Streckengeschwindigkeit: | 15 km/h                            |                                                     |                                                     |
| |                                    |                                                     |                                                     |
| \| \| 0,0 \| Giraffengehege \| Giraffengehege \| \| \| ca. 0,2 \| Tunnel an der Delfinlagune (zugleich Fahrzeughalle) \| Tunnel an der Delfinlagune (zugleich Fahrzeughalle) \| \| \| 1,1 \| Kinderzoo \| Kinderzoo \| |                                    |                                                     |                                                     |
| Kopfbahnhof Streckenanfang | 0,0                                | Giraffengehege                                      | Giraffengehege                                      |
| Tunnel | ca. 0,2                            | Tunnel an der Delfinlagune (zugleich Fahrzeughalle) | Tunnel an der Delfinlagune (zugleich Fahrzeughalle) |
| Kopfbahnhof Streckenende | 1,1                                | Kinderzoo                                           | Kinderzoo                                           |

Die Tiergartenbahn ist die Parkeisenbahn, die den Nürnberger Tiergarten für die Besucher erschließt. Ihr Zug ist dem Adler, der ersten Dampflok in Deutschland, nachempfunden.

## Geschichte

### Erste Tiergartenbahn von 1939

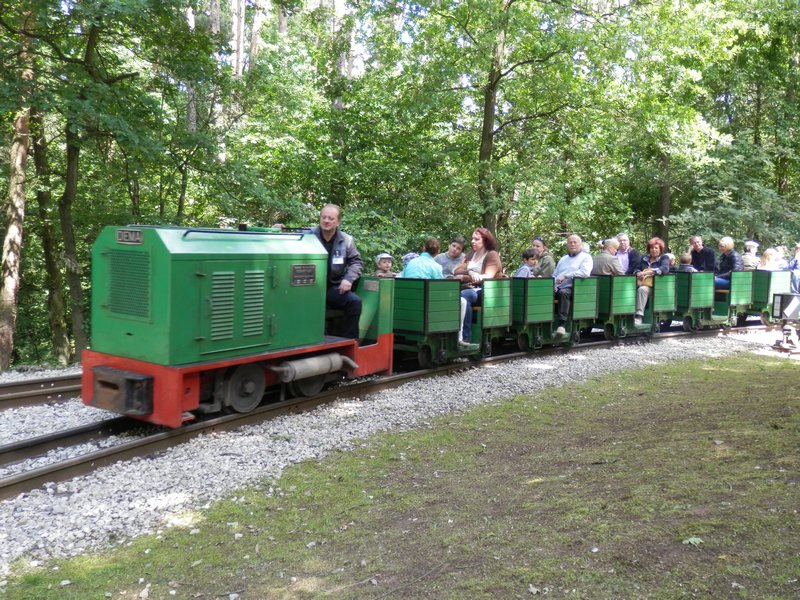
Die Wagen der alten Nürnberger Tiergartenbahn mit einer Diema-Diesellok im Feldbahnmuseum 500

1928 wurde im Innenhof des Verkehrsmuseums für die Besucher eine kleine Ausstellungsbahn der Spurweite 500 mm  mit einer Dampflokomotive namens Liliput angelegt. Als 1939 der Tiergarten an seinen heutigen Standort am Schmausenbuck verlegt wurde, wurde diese Bahn dorthin abgegeben. Nach einer kriegsbedingten Unterbrechung wurde der Betrieb 1947 mit den vorhandenen Wagen und einer gebraucht erworbenen Feldbahn-Diesellok wieder aufgenommen und bis 1958 fortgeführt. Die Waggons von 1928 sind heute noch im Feldbahn-Museum 500 in Nürnberg erhalten und geben zusammen mit einer der Diesellokomotiven aus dem Museumsbestand einen guten Eindruck von der Tiergartenbahn der Nachkriegszeit.

### Adler-Kleinbahn von 1964
Nach der Einstellung der Vorkriegsbahn wurde die Bahn grundlegend umgebaut und am 18. Mai 1964 in der bis heute bestehenden Form neu eröffnet. Der Neubau wurde durch die Nürnberger Firmen MAN, Siemens-Schuckert und Trix unterstützt. Die mit 15 km/h befahrene Strecke hat nun 600 mm Spurweite und zieht sich eingleisig mit Kehrschleifen an beiden Streckenenden über etwa 1100 Meter vom Giraffengehege in der Nähe des Haupteingangs bis zum Kinderzoo.
Die Fahrzeuge wurden als Einzelanfertigung von der Lehrwerkstätte von MAN konstruiert und gebaut. Die 4,3 Tonnen schwere Lokomotive ist dem Adler im ungefähren Maßstab 1:2 nachempfunden. Sie verfügte ursprünglich über einen VW-Käfer-Motor mit 28 PS, der über einen Generator Strom für die elektrischen Tatzlager-Fahrmotoren erzeugte, sowie über eine Knorr-Luftbremse und Sandstreuer. Die fünf Wagen wiegen je 900 Kilogramm und fassen insgesamt 40 Erwachsene oder 60 Kinder. Der ganze Zug ist 20,67 Meter lang. In der Winterpause 1995/1996 wurde der Antrieb auf einen MAN-Dieselmotor mit 98 PS und dieselhydraulischen Antrieb umgerüstet.

### Erneuerung 2008 bis 2012
Im September 2008 musste die Bahn wegen des Baus der Delfinlagune bis Ostern 2012 eingestellt werden. In dieser Zeit wurde die Strecke durch Auszubildende von DB Netz überholt. Im Bereich der Delfinlagune wurde die Strecke neu trassiert und teilweise in einen Tunnel gelegt, in dem der Zug in den Betriebspausen geschützt abgestellt werden kann.

### Pläne für eine Zahnradbahn
Seit 2006 gab es konkrete Pläne, eine Zahnradbahn zur Eisbärenanlage und zum Tiergartenrestaurant zu bauen, um den steilen Anstieg für ältere und gehbehinderte Zoobesucher zu erleichtern. Dafür waren bereits der ausgemusterte Triebwagen 3 mit dem Beiwagen 3 der Zugspitzbahn beschafft und in das Gleisbaulager der DB an der Katzwanger Straße gebracht worden. Schließlich wurden die Pläne jedoch verworfen, weil die Energiekosten der Bahn zu hoch sein würden. Der Zug befindet sich mittlerweile im Außenstandort des Verkehrsmuseums Nürnberg im ehemaligen Bahnbetriebswerk Lichtenfels.

## Bilder

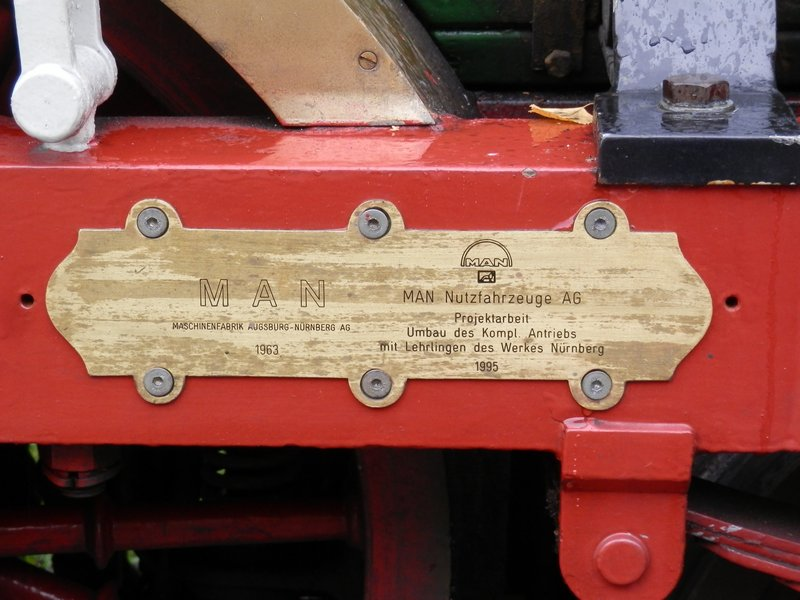
Fabrikschild an der Lok
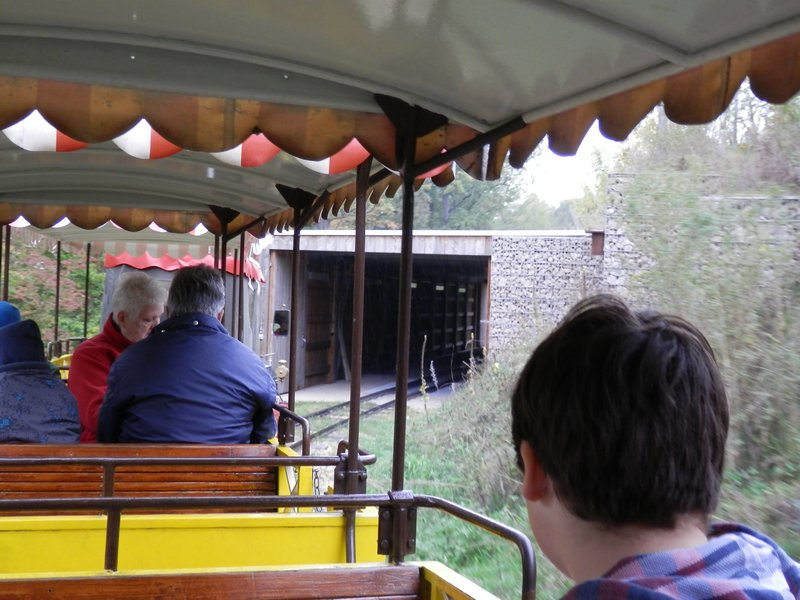
Tunnel an der Delfinlagune